# Пентесілея
Пе́нтесілея, Пенфесіле́я (лат. Penthesileia) — дочка Ареса і владарки амазонок Отрери; під час Троянської війни прийшла на допомогу мешканцям Трої. За міфом, Пентесілею під Троєю вбив Ахіллес, який потім закохався в мертву, вражений її вродою, чим викликав глузування Терсіта й у гніві вбив його.
Відоме зображення Пентесілеї на чаші (V ст. до н. е.), є скульптура роботи Бертеля Торвальдсена. В «Іліаді» нема згадки про неї. Трагедію про Пентесілею написав Генріх фон Клейст. На її честь названо астероїд 271 Пентесілея.